# Quang Vinh (ca sĩ)
Trần Quang Vinh, thường được biết đến với nghệ danh Quang Vinh (sinh ngày 18 tháng 5 năm 1982), là một nam ca sĩ người Việt Nam.

## Khởi đầu sự nghiệp
Quang Vinh sinh ngày 18 tháng 5 năm 1982 tại Thành phố Hồ Chí Minh, Việt Nam. Tuy xuất thân trong một gia đình không truyền thống làm nghệ thuật nhưng từ nhỏ anh sớm thể hiện khả năng âm nhạc và ca hát. Những năm cuối cấp I, anh được ba mẹ gửi vào sinh hoạt văn nghệ thiếu nhi ở đội Sơn Ca Nhà thiếu nhi Quận 1 chung với Hiền Thục và Phạm Thanh Lan (thành viên nhóm Mặt Trời Đỏ và cựu thành viên nhóm bè Cadillac) thông qua những cuốn băng VHS ca nhạc thiếu nhi do Hãng phim trẻ và Quê Hương Audio - Video sản xuất. Anh cùng các bạn cùng lứa xuất hiện đều đặn trong hầu hết các chương trình ca nhạc thiếu nhi trên đài phát thanh, truyền hình thành phố hay các cuộc thi, liên hoan âm nhạc thiếu nhi.
Năm 1998, anh sang Mỹ học tại Trường phổ thông Monsignor Bonner, Pennsylvania. Đang học giữa chừng, do mong muốn trở thành một ca sĩ, anh đã quay về Việt Nam năm 2000. Quang Vinh đã ký hợp đồng với Kim Lợi Studio và đã phát hành album đầu tay mang tên Những ngày xưa yêu dấu vào năm 2001.
Tiếng hát của ca sĩ Quang Vinh gắn liền với các ca khúc được đông đảo khán giả thiếu nhi thời ấy yêu mến như: "Mẹ hiền yêu dấu", "Cho con", "Thằng Bờm", "Tây du ký", "Trăng tròn", "Tuổi của trăng", "Heal the World", "Con voi", "Cô giáo mới", "Cánh én tuổi thơ" và "Ước mơ hồng". Từ đó một biệt danh khá dễ thương khán giả nhí đã dành tặng riêng cho Quang Vinh: chàng Hoàng tử Sơn Ca.

### Ca hát chuyên nghiệp
Những năm sau đó, khi đã lớn và bước vào cấp III, Quang Vinh dần phải rời xa ca hát để tập trung vào việc học, Quang Vinh chọn cho mình con đường du học.
Sau khi về nước, anh ký hợp đồng độc quyền của Trung tâm băng đĩa nhạc Kim Lợi. Trong thời gian này, Vinh đã cho ra 3 album: Những ngày xưa yêu dấu, Nói với em... Phai dấu cuộc tình, Dòng sông mùa đông... Lãng quên cuộc tình.
Đầu năm 2003, khi hết hạn hợp đồng với trung tâm Kim Lợi, Quang Vinh quyết định thay đổi dòng nhạc của mình, song song với việc tạo dựng một hình tượng riêng và cho ra đời một album vol 4.
Music video của "Tình yêu tìm thấy" gồm 2 phiên bản: Phiên bản VCD & online của đạo diễn Phan Điền được quay ở Hà Nội với nhiều địa điểm nổi tiếng như Cầu Thê Húc, Văn Miếu, phố Tạ Hiện, Cầu Long Biên, Nhà thờ Lớn, Chùa Một Cột, Hồ Tây... và phiên bản của VTV Bài hát tôi yêu của đạo diễn Huỳnh Phúc Điền được quay ở Nha Trang với sự tham gia của Tăng Thanh Hà.
Album Tình yêu tìm thấy tập hợp những bài hát tâm đắc nhất của anh, đem về cho anh các giải thưởng: Ca sĩ triển vọng giải thưởng Làn Sóng Xanh năm 2003, Ngôi sao Bạch Kim 2003, VTV Bài hát tôi yêu 2003.
Anh đã tổ chức thành công liveshow đầu tiên của mình ở thủ đô Hà Nội - Tình yêu tìm thấy với trên 10.000 khán giả tham dự. Tiếp sau đó là liveshow kỉ niệm thời ca hát thiếu nhi "Hoàng tử Sơn Ca – Vào đời" tại CLB Lan Anh, Thành phố Hồ Chí Minh.
Các album tiếp theo tiếp theo gặt hái được nhiều tiếng vang trong sự nghiệp của Quang Vinh như: Miền cát trắng, Đánh rơi tình yêu, Ngày không vội vã, bộ sưu tập album: Xuân (Lời Tình Xuân), Hạ (Ve kêu), Thu (Chuyện ngày hôm qua), Đông (Anh ru em ngủ),...
Năm 2007 Quang Vinh kết hợp cùng Bảo Thy ra mắt album Ngôi nhà hoa hồng, với số lượng phát hành lên đến 100.000 bản, tạo ra nhiều ca khúc hit: Ngôi nhà hoa hồng, Dịu dàng đến từng phút giây, Vẫn tin mình có nhau (lời Việt của bài Giai điệu chính của tình yêu do cặp đôi ca sĩ Đài Loan Hoàng Hồng Thăng & Trác Văn Huyên thể hiện),... trở thành một trong những cặp song ca được khán giả trẻ yêu thích nhất.
Bộ album đôi Day & Night phát hành 2008 đem về cho Quang Vinh giải thưởng Album Vàng với Album được khán giả yêu thích nhất.
Ngày 11/11/2016 Quang Vinh trở lại nghệ thuật với single Điều buồn tênh sau 3 năm rút lui khỏi làng giải trí.
Năm 2017, Quang Vinh ghi dấu ấn với các fan hâm mộ của mình khi phát hành album Greatest Hits/ The Memories, làm mới và hát lại những ca khúc nổi tiếng nhất của mình, nhận được nhiều sự quan tâm của khán giả, ca khúc Phai dấu cuộc tình đạt trên 40 triệu lượt xem trên kênh youtube chính thức của anh. Đây cũng là mv đạt nhiều lượt xem nhất tính đến thời điểm hiện tại của Quang Vinh.
Năm 2020 đánh dấu sự hợp tác đầu tiên của Quang Vinh và ông hoàng ballad - Mr. Siro khi phát hành mv Lạnh Từ Trong Tim, music video được quay tại Bà Nà Hills với sự tham gia diễn xuất của 11 người nổi tiếng từ các lĩnh vực: Diễm My 9x, Trịnh Xuân Nhản, Liz Kim Cương, Lynk Lee, Ma Ran Đô, Đinh Phương Nam, fashionista Thuận Nguyễn... Mv được đầu tư trên 2 tỉ đồng, là dự án tốn kém và hoành tráng nhất trong sự nghiệp của Quang Vinh, ca khúc đạt trên 5 triệu lượt xem trong thời gian ngắn.

### Phim ảnh
Quang Vinh đã từng ký hợp đồng với hãng phim TFS, thủ vai chính Thầy Gia trong bộ phim Nữ sinh, được chuyển thể từ 3 tác phẩm truyện dài nổi tiếng của nhà văn Nguyễn Nhật Ánh (Nữ sinh, Buổi chiều Windows và Bồ câu không đưa thư).
Năm 2016, anh quay lại showbiz bằng vai diễn Đức Duy trong dự án phim Tỉnh giấc tôi thấy mình trong ai của nữ diễn viên Chi Pu sản xuất.
Năm 2017, anh xuất hiện trong phiên bản Việt của phim Gia đình là số một bằng vai diễn nhà tâm lí học Nguyễn Đức Quân.

### Du lịch
Bên cạnh ca hát, Quang Vinh còn được biết đến với vai trò - travel blogger - từ khi trở lại với showbiz năm 2016, anh ra mắt chương trình du lịch thực tế Quang Vinh Passport, với các vlog du lịch được quay ở khắp nơi trên thế giới: Tây Ban Nha, Maldives, Nga, Đài Loan, Singapore, Bhutan, Philippines, Bali...
2019 - Anh đại điện Vietnam tham gia chương trình Embracing Taiwan của Cục Du Lịch Đài Loan cùng với các nước: Thailand, Philippines, India, Malaysia,..
2020 - Quang Vinh giời thiệu chuỗi vlog Quang Vinh Đi Vietnam - (28 tập) đi cùng các khách mời nổi tiếng.
2021 - Anh tiếp tục ra mắt chương trình mới Quang Vinh Retreat, vừa giới thiệu các cảnh đẹp Vietnam vừa kết hợp song ca biểu diễn cùng ca sĩ khách mời.

### Sách đã xuất bản
Quang Vinh là ca sĩ Việt Nam đầu tiên ra mắt sách ảnh. Năm 2005, anh ra mắt sách ảnh "Quang Vinh Cận cảnh" do Nhà Xuất bản Văn hóa Thông tin ấn hành, gồm 120 trang bìa cứng với các ảnh chụp trong studio lẫn ngoài trời rất đẹp của nhiếp ảnh gia Loan Trần.

## Tham gia truyền hình thực tế
- Đàn ông phải thế (My man can) - HTV7 (2016)
- Ca Sĩ Giấu Mặt - THVL1 (2016)
- Khách Mời Giọng ải giọng ai - HTV7 (2016)(2019)
- Ký ức vui vẻ - VTV3

## Giải Thưởng
- 2008: Album Vàng: Album được yêu thích nhất (Day & Night)[cần dẫn nguồn]
- 2006: Album được yêu thích nhất (Ve Kêu) - Chương trình Sắc màu âm nhạc (Colour of Music) (2006)
- 2006: Bài hát được khán giả bình chọn ("Tự tin nói lời yêu thương") - Chương trình Nhạc Việt (Viet Music) (2006)
- 2006: Nghệ sĩ được yêu thích nhất - Chương trình Nhạc Việt (Viet Music) (2006)
- 2006: Album được yêu thích nhất ("Giữ Mãi Một Tình Yêu") - Chương trình Sắc Màu Âm Nhạc (Colour of Music) (2006)
- 2005: Bài hát được yêu thích nhất: Miền Cát Trắng - VTV Bài hát tôi yêu lần thứ 3
- 2004: Làn Sóng Xanh: Ca khúc được yêu thích nhất Miền Cát Trắng
- 2003: Nghệ sĩ mới xuất sắc - Giải Thưởng Làn Sóng Xanh
- 2003: Nghệ sĩ mới xuất sắc - Ngôi sao Bạch Kim
- 2003: Bài hát được yêu thích nhất: Tình Yêu Tìm Thấy - VTV – Bài hát tôi yêu lần thứ 2

## Danh sách đĩa nhạc

### Nhạc người lớn
- Luôn nghĩ về nhau (2023)
- Trung thu hoan ca (với Hiền Thục, 2022)
- Nếu em đi (2021)
- Lạnh từ trong tim (2020)
- Đừng yêu ai đậm sâu (2018)
- Greatest Hits/The Memories (2017)
- Điều buồn tênh (2016)
- Love Songs (2013)
- Beautiful Lover (với Khánh Thi, 2012)
- Lạc trong nỗi đau (2012)
- Thiên thần khóc (2011)
- Đón xuân (2011)
- Mơ một giấc mơ (2010)
- Day & Night (2008)
- Ngôi nhà hoa hồng (với Bảo Thy, 2007)
- Anh ru em ngủ (2007)
- Chuyện ngày hôm qua (2006)
- Ve kêu (2006)
- Lời tình xuân (2006)
- Giữ mãi một tình yêu (2005)
- Đánh rơi tình yêu (2004)
- Ngày không vội vã (2004)
- Miền cát trắng (2003)
- Vào đời (2003)
- Tình yêu tìm thấy (2003)
- Xin đừng hoài nghi (2002)
- Dòng sông mùa đông... lãng quên cuộc tình (2002)
- Nói với em... phai dấu cuộc tình (2002)
- Những ngày xưa yêu dấu (2001)

### Nhạc thiếu nhi
- Con voi
- Trưa hè (với Hiền Thục)
- Con cóc leo võng (với Phương Thảo & Phạm Thanh Lan)
- Cô giáo mới
- Nhịp cầu tre (với Hiền Thục, Thanh Thảo)
- Heal the world
- Làm lồng đèn (với tốp ca nhà thiếu nhi quận 1)
- Tuổi của trăng
- Cho con
- Mẹ hiền yêu dấu
- Thằng Bờm
- Tây du ký
- Trăng tròn
- Cánh én tuổi thơ
- Ước mơ hồng
- Chú bé đần